# Stakiai
Stakiai ist ein Dorf in Litauen mit 170 Einwohnern (Stand 2011).

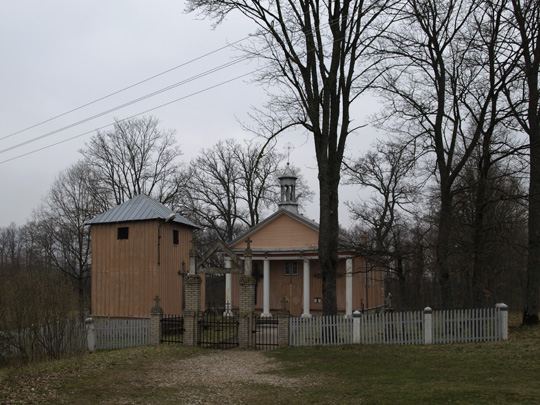
Katholische Kirche

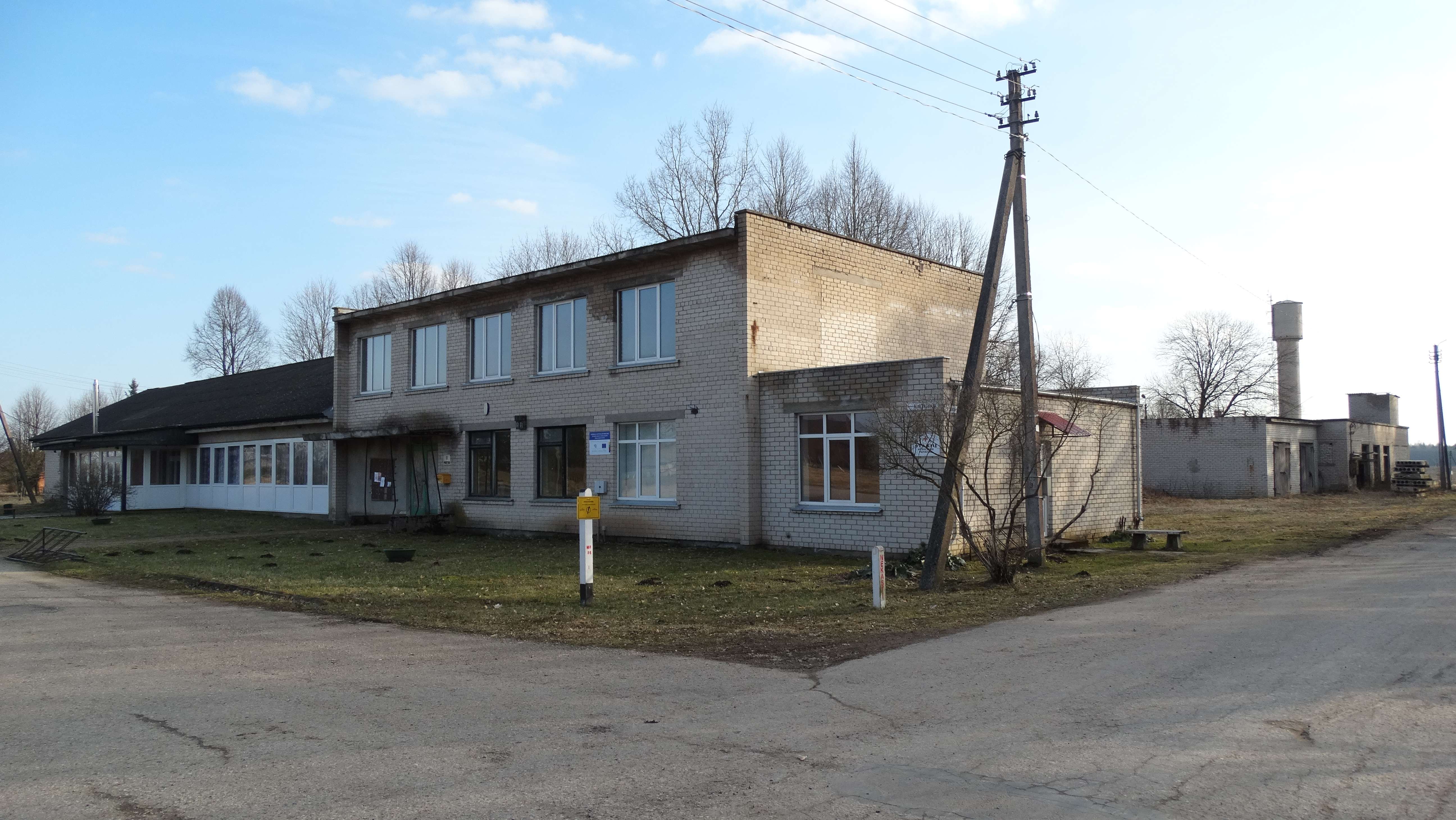
Dorfzentrum

Es liegt im Bezirk Tauragė, in der Rajongemeinde Jurbarkas, nordöstlich von Jurbarkas, an der Straße Veliuona–Šimkaičiai. Es gibt eine Bibliothek, einen Medizinischen Versorgungspunkt (medicinos punktas), ein Postamt (LT-74036) und ein Kulturzentrum.
Die katholische Kirche des Antonius von Padua, ein klassizistischer Holzbau, wurde 1821 errichtet.